# Albert Weckenmann
Albert Weckenmann (* 1944) ist ein ehemaliger deutscher Hochschullehrer und Wissenschaftler im Bereich der Fertigungsmesstechnik.

## Leben
Weckenmann studierte von 1964 bis 1969 Elektrotechnik (Fachrichtung Nachrichtentechnik) an der Universität Karlsruhe. 1971 wurde er dort promoviert. Er war anschließend drei Jahre lang für die Robert Bosch GmbH tätig und folgte 1975 dem Ruf nach Hamburg an die Universität der Bundeswehr, wo er Professor für Mess- und Feinwerktechnik wurde. Am 1. September 1992 wurde er zum Professor des neugegründeten Lehrstuhles für Qualitätssicherung und Fertigungsmesstechnik, der wenig später in Qualitätsmanagement und Fertigungsmesstechnik umbenannt wurde, an der Friedrich-Alexander-Universität Erlangen-Nürnberg ernannt. Am 30. Juni 2006 wurde ihm die Ehrendoktorwürde der Technischen Universität Ilmenau verliehen. Am 30. September 2011 wurde er emeritiert.

## Veröffentlichungen (Auswahl)
- Ein neuer transformatorischer Weggeber unter Verwendung eines Kurzschlußringes. Diss. Univ. Karlsruhe 1971.
- (mit Bernd Gawande): Koordinatenmeßtechnik. Flexible Meßstrategien für Maß, Form und Lage. 1999, ISBN 3-446-17991-7.
- (als Hrsg.): Geometrische Produktspezifikation (GPS). Kurs für technische Universitäten. 2001, ISBN 3-9805911-6-6.